# Ludwig von Deimling
Ludwig Deimling, seit 1876 von Deimling, (* 23. Januar 1833 in Karlsruhe; † 15. Oktober 1906 in Baden-Baden) war ein preußischer Generalleutnant.

## Leben

### Herkunft
Ludwig war ein Sohn des Großherzoglich badischen Oberhofpredigers Ludwig Friedrich Deimling (1791–1861) und dessen Ehefrau Anna, geborene Brandl (1794–1874). Sie war eine Tochter des Komponisten Johann Brandl. Der badische Pädagoge Otto Deimling (1821–1875) war sein Bruder und der preußische General der Infanterie Berthold von Deimling (1853–1944) sein Neffe.

### Militärkarriere
Nach dem Besuch des Gymnasiums in seiner Heimatstadt trat Deimling am 1. April 1849 als Avantageur in die Artilleriebrigade der Badischen Armee ein. 1853 avancierte er zum Sekondeleutnant und versah seinen Dienst als Adjutant der Festungsartillerieabteilung. Bei der Mobilmachung anlässlich des Sardinischen Krieges wurde Deimling 1859 zum Adjutanten des Feldartillerie-Regiments ernannt. Von 1861 bis 1868 war er dann als Lehrer an der Artillerieoffizierschule tätig. Während dieser Zeit wurde Deimling 1865 zu Instruktionsreisen nach Belgien, England und Frankreich kommandiert. Am Krieg gegen Preußen nahm er 1866 als Hauptmann und Chef der 2. Batterie an den Gefechten bei Hundheim und Werbach teil. Im Gefecht bei Gerchsheim konnte er mit seiner Batterie den Rückzug des VIII. Armee-Korps decken und wurde für das erfolgreiche Gelingen mit dem Ritterkreuz des Ordens vom Zähringer Löwen mit Schwertern ausgezeichnet.
Nach dem Krieg war Deimling kurzzeitig zum badischen Militärbevollmächtigten nach Berlin kommandiert und wurde nach seiner Rückkehr Flügeladjutant des Großherzogs Friedrich I. Bei der Mobilmachung anlässlich des Krieges gegen Frankreich war er 1870 zunächst Kommandant von Maxau und kam dann zum Stab der Felddivision. Während der Belagerung von Straßburg war Deimling für die Dauer der Anwesenheit des Großherzogs wieder als dessen Flügeladjutant tätig. Im weiteren Kriegsverlauf nahm er an den Gefechten am Ognon, bei Dijon, Autun, Châteauneuf, Nuits, Villersexel sowie der Schlacht an der Lisaine teil. Deimling erhielt das Eiserne Kreuz II. Klasse sowie das Ritterkreuz des Militär-Karl-Friedrich-Verdienstordens und trat im März 1871 als Major wieder seine Stellung als Flügeladjutant des Großherzogs an.
Durch die Militärkonvention erfolgte sein Übertritt in die Preußische Armee. 1875/76 war Deimling Kommandeur der I. Abteilung im Thüringischen Feldartillerie-Regiment Nr. 19 in Erfurt. Anschließend wurde er zunächst mit der Führung des 1. Badischen Feldartillerie-Regiments Nr. 14 beauftragt und dann zum Regimentskommandeur ernannt. In Würdigung seiner Verdienste erhob ihn Großherzog Friedrich I. am 18. Dezember 1876 in den erblichen badischen Adelsstand. Die preußische Genehmigung zur Führung des Adels erhielt Deimling am 14. Februar 1877.
Deimling stieg bis 1881 zum Oberst auf, wurde am 4. Dezember 1882 Kommandeur der 5. Feldartillerie-Brigade in Posen und in dieser Stellung am 11. Dezember 1886 zum Generalmajor befördert. In Genehmigung seines Abschiedsgesuches wurde er am 17. April 1888 mit der gesetzlichen Pension zur Disposition gestellt. Anlässlich seiner Verabschiedung verlieh ihm Kaiser Wilhelm den Roten Adlerorden II. Klasse mit Eichenlaub und sein Landesherr würdigte ihn mit dem Stern zum Kommandeurkreuz mit Schwertern des Ordens vom Zähringer Löwen.
Deimling übernahm dann für vier Jahre die Präsidentschaft des Badischen Militärvereinsverbandes und erhielt aus Anlass der Goldenen Hochzeit des Großherzogpaares 1906 noch den Charakter als Generalleutnant. 

### Familie
Deimling hatte sich am 22. Mai 1862 in Karlsruhe mit Elise Frohmüller (* 1834) verheiratet. Aus der Ehe gingen zwei Söhne hervor. Otto (1863–1923) wurde Flügeladjutant des badischen Großherzogs, diente während des Ersten Weltkriegs als Artillerie-Kommandeur Nr. 34 und beendete seine Laufbahn als Generalmajor. Max (* 1870) trat ebenfalls in die Preußische Armee ein und war zuletzt als Oberstleutnant Kommandeur des Feldartillerie-Regiments Nr. 103 an der Westfront.